# 니콜 설리번
니콜 설리번(Nicole Sullivan, 1970년 4월 21일 ~ )은 미국의 배우이다.

## 출연 작품
- 잭해머 (2013)
- 렛 잇 샤인 (2012)
- 17 어게인 (2009)
- 블랙 다이너마이트 (2009)
- 슈퍼히어로 (2008)
- 레인즈 (2007)
- 앤트 불리 (2006)
- 킴 파서블: 소 더 드라마 (2005)
- 게스 후? (2005)
- 베이비 블루스 (2000)
- 우주 전사 버즈 (2000)
- 파이어드 업 (1997)

### 텔레비전
- 마이 대드 세즈 (2010-11, $h*! My Dad Says)
- 킹 오브 퀸즈 (1998)
- 쇼킹 패밀리 (1999)
- 마이 보이즈 (2007, My Boys)